# Rod Laver Arena

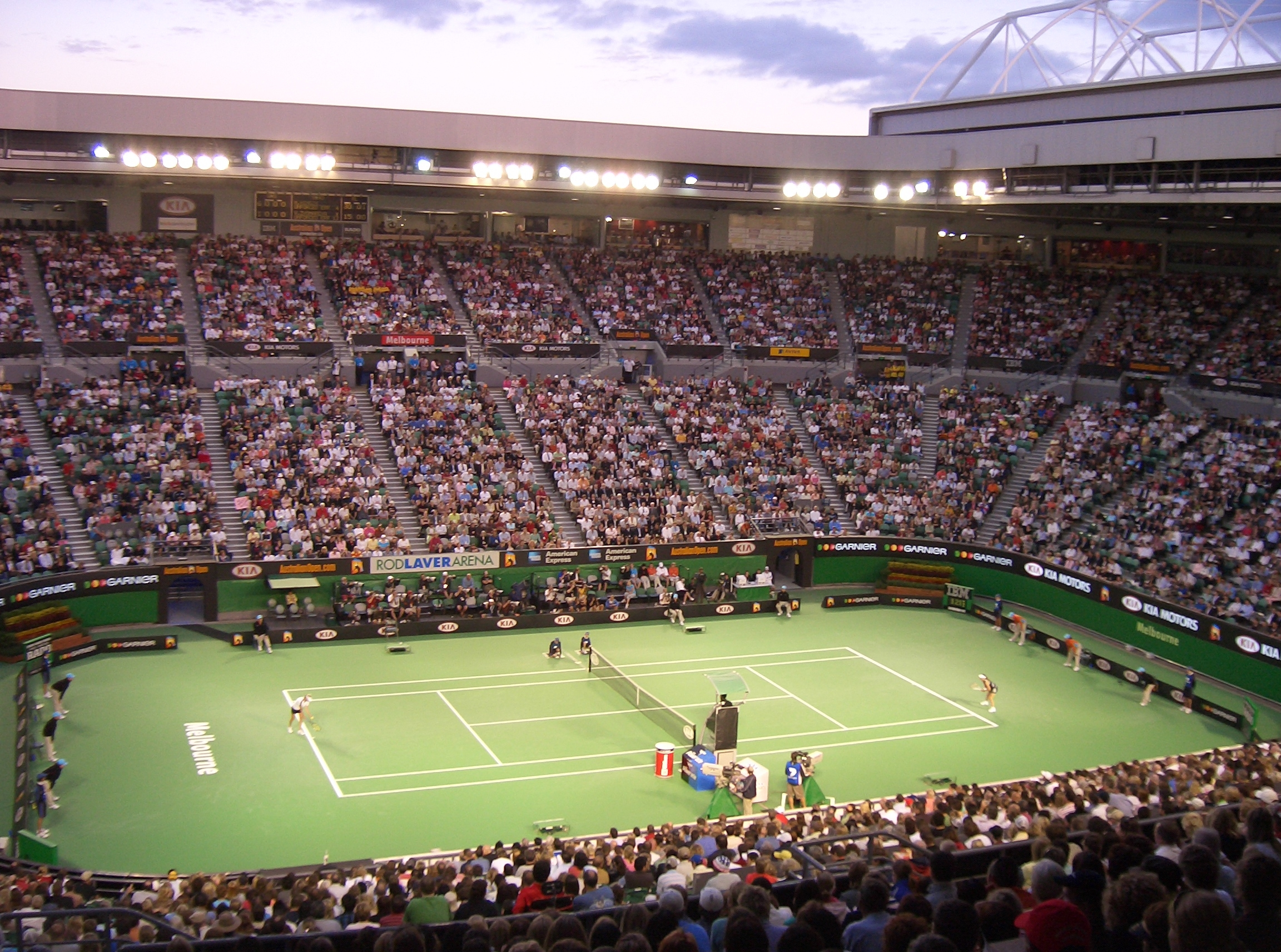
Interiér arény, zelený Rebound Ace, 2006

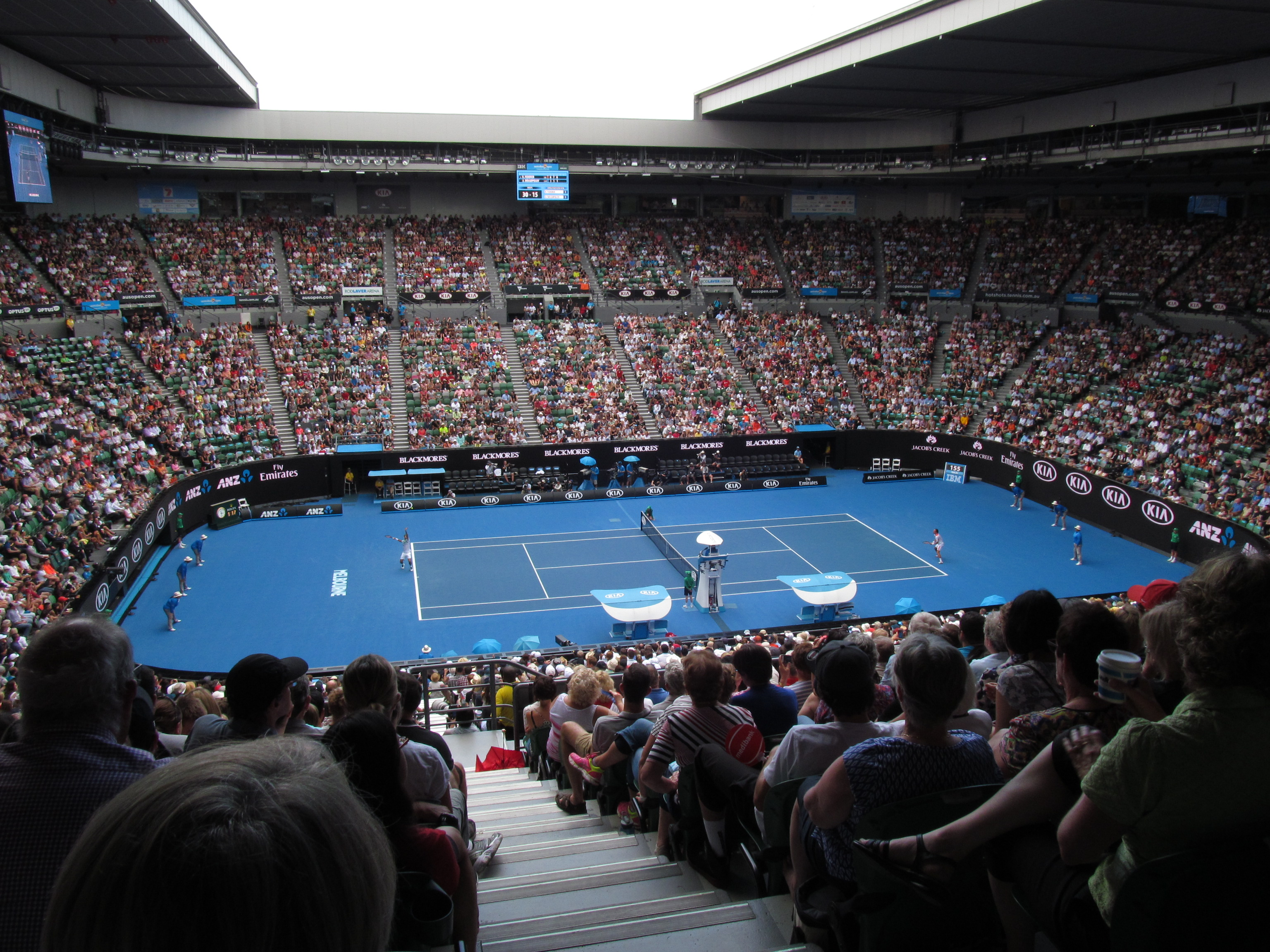
Rod Laver Arena Plexicushion, 2016

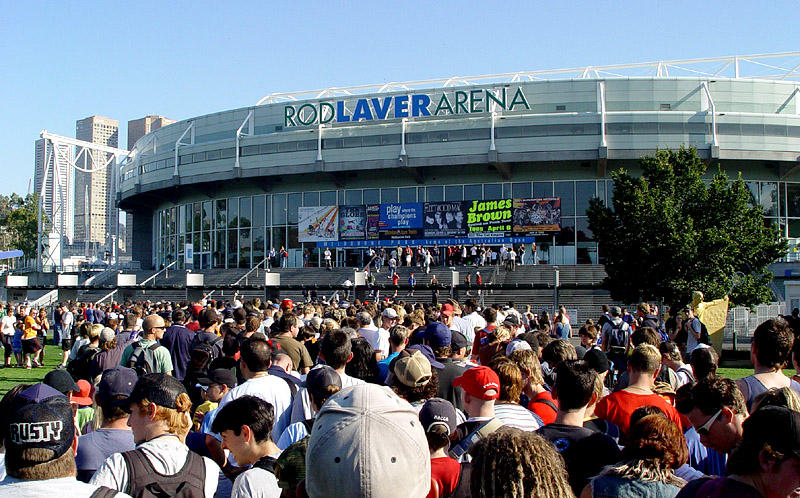
Exteriér Rod Laver Areny

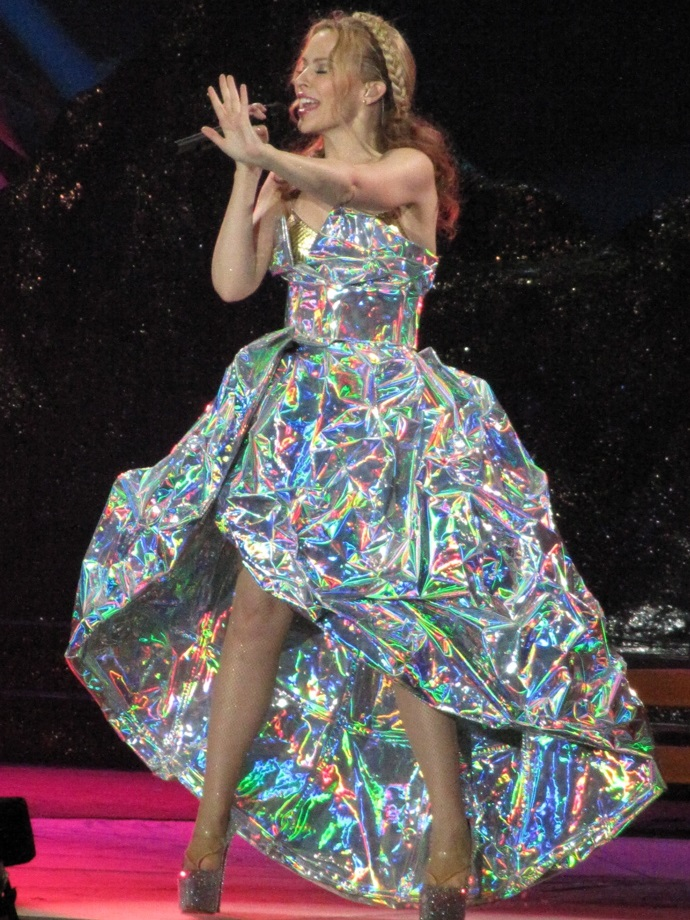
Kylie Minogue zpívá „Can't Get You Out of My Head“ během Aphrodite: Les Folies Tour, 2011

Rod Laver Arena je tenisový stadion, největší a hlavní dvorec areálu Melbourne Park, který leží v Melbourne, hlavním městě australského spolkového státu Victoria. Od roku 1988, kdy nahradil Kooyong Stadium, je dějištěm úvodního grandslamu sezóny Australian Open, a to včetně finálových zápasů.
Původní název zněl National Tennis Centre at Flinders Park, a poté Centre Court (centrální dvorec). V lednu 2000 získal současné jméno po australské tenisové legendě a 1. šampiónu Australian Open v otevřené éře Rodu Laverovi.
Aréna se začala stavět v roce 1985 a byla dokončena roku 1988. Její kapacita činí 14 820 sedících diváků s celkovou roční návštěvností okolo 1,5 miliónu diváků.
Je opatřena 700tunovou zatahovací střechou, která umožňuje pokračovat ve hře během deště nebo vysokých teplot. Plné uzavření dvorce trvá méně než 20 minut při rychlosti pohybu 1,3 m za minutu. Disponuje také jestřábím okem, jež dává hráčům příležitost využít technickou pomůcku ke kontrole dopadu míčů při rozhodnutí hlavního rozhodčího zápasu.
Sídlí zde národní tenisový svaz Tennis Australia.

## Povrch
V letech 1988–2007 se tenis hrál na tvrdém povrchu zelené barvy Rebound Ace, jenž měl rychlé odskoky a byl tak výhodný pro hráče s dobrým podáním a voleji. Pro tvrdost byl také viněn z četných poranění tenistů.
V roce 2008 došlo k jeho náhradě a potažení modrého povrchu Plexicushion Prestige, který je vlastnostmi podobný umělému DecoTurfu, na němž se každoročně další grandslam US Open. Plexicushion má tenčí průměr než předešlý povrch, čímž v sobě zadržuje méně tepla a od hráčů sklidil kladné ohlasy. V sezóně 2020 byl povrch dvorců celé Australian Open Series změněn na GreenSet.

## Využití
Vyjma tenisu je stadion také místem dalších sportovních a kulturních událostí mezi jinými motokrosových závodů, hudebních koncertů, konferencí, od roku 2005 wrestlingových klání a baletních vystoupení.

### Sport
V rámci australské NBL porazil 3. dubna 1992 basketbalový klub Melbourne Tigers hostující mužstvo Canberra Cannons 112:104 na body. V sezóně 1998 pak došlo k odehrání zápasu mezi týmy South-East Melbourne Magic a Victoria Titans.
Stadion se stal dějištěm vůbec prvního basketbalového utkání v Austrálii pod otevřeným nebem, když 31. prosince 1997 Melbourne Magic hostily klub Adelaide 36ers. Největší basketbalová návštěva čítající 15 366 platících diváků byla dosažena v roce 1996, kdy zde odehrály derby Magic a Tigers, a to v rámci velké finálové série NBL. Stadion je také držitelem největší kumulované návštěvnosti ve velkém finále NBL, když na tři finálová střetnutí sezóny 1992 mezi Tigers a vítěznými SE Melbourne Magic přišlo 43 605 osob.
V říjnu 2000 se na stadionu uskutečnilo Mistrovství světa ve wrestlingu. Během Her Commonwealthu 2006 pak hostil gymnastické soutěže. V období od 17. března do 1. dubna 2007 se v aréně uskutečnily bazénové disciplíny Mistrovství světa v plavání. Přechodně postavený plavecký bazén nesl jméno po australské mistryni světa v plavání „Susie O'Neill Pool“.
Konaly se zde také utkání australského týmu v Davisové poháru. K roku 2012 se jednalo o události Světové skupiny – čtvrtfinále 1993, finále 2001 a finále 2003. Při těchto utkáních byl vždy položen travnatý povrch.
Finále dvouhry kvadruplegiků Australian Open 2017, konané 27. ledna 2017 v Rod Laver Arena, se stalo vůbec prvním zápasem vozíčkářů odehraným na centrálním dvorci v historii grandslamu. Třetí triumf v řadě v něm získal Australan Dylan Alcott, jenž zdolal Brita Andrewa Lapthorna po dvousetovém průběhu 6–2 a 6–2 za 1.09 hodiny. Finále mužské dvouhry Australian Open 2020 sledovalo v aréně a na obrazovkách vně dvorce 31 020 diváků, což znamenalo nový zápasový rekord turnaje.

### Kultura
Pět srpnových představení v rámci turné KylieFever2002 v aréně odzpívala Kylie Minogue. Nejvyšší návštěvnost byla zaznamenána 18. listopadu 2007, kdy zde před 16 183 diváky v rámci „FutureSex/LoveShow Tour“ koncertoval zpěvák Justin Timberlake.
Mezi květnem a červencem 2009 v aréně sedmnáctkrát vystoupila americká zpěvačka P!nk, čímž překonala rekord Johna Farnhama v počtu koncertů zazpívaných na jediném místě v rámci jednoho turné. V červnu 2012 zde v rámci turné „Born This Way Ball Tour“ pětkrát vystoupila Američanka Lady Gaga.

## Vývoj názvu
- National Tennis Centre at Flinders Park (11. ledna 1988 – 28. ledna 1996)
- Centre Court (29. ledna 1996 – 15. ledna 2000)
- Rod Laver Arena (od 16. ledna 2000)